# Ploesoma peipsiense
Ploesoma peipsiense är en hjuldjursart som beskrevs av Maëmets och Ludmila A. Kutikova 1979. Ploesoma peipsiense ingår i släktet Ploesoma och familjen Synchaetidae. Inga underarter finns listade i Catalogue of Life.